# اندیس پی چمتو و برفکه
پی چمتو و برفکه یک اندیس فلزی است که در حوالی شهر علی آباد استان سمنان قرار دارد و ماده‌های معدنی موجود در آن سرب و روی است.